# Best Fighter ESPY Award
Best Fighter ESPY Award ist eine Preisverleihung des US-amerikanischen Sportsenders ESPN für den herausragendsten Kämpfer des Jahres (auf globaler Ebene). Mit diesem Preis können sowohl Boxer als auch MMA-Kämpfer gekürt werden. Von 1993 bis 2006 konnten keine MMA-Kämpfer gekürt werden, sondern nur Boxer, weshalb die Auszeichnung in dieser Zeit Best Boxer ESPY Award genannt wurde.
Die folgende Tabelle listet alle Kämpfer auf, die diese Auszeichnung erhielten:
| Herausragendster Kämpfer des Jahres | Herausragendster Kämpfer des Jahres | Herausragendster Kämpfer des Jahres | Herausragendster Kämpfer des Jahres | Herausragendster Kämpfer des Jahres               | Herausragendster Kämpfer des Jahres                                                                 |
| Jahr                                | Preisträger                         | Nationalität                        | Sportart                            | Gewichtsklasse                                    | Weitere Nominierungen                                                                               |
| ----------------------------------- | ----------------------------------- | ----------------------------------- | ----------------------------------- | ------------------------------------------------- | --------------------------------------------------------------------------------------------------- |
| 2007                                | Floyd Mayweather Jr.                | US-Amerikanisch                     | Boxen                               | Weltergewicht                                     | Miguel Cotto (Boxen) Quinton Jackson (MMA) Randy Couture (MMA) Manny Pacquiao (Boxen)               |
| 2008                                | Floyd Mayweather Jr.                | US-Amerikanisch                     | Boxen                               | Weltergewicht                                     | Joe Calzaghe (Boxen) Holly Holm (Boxen) Kelly Pavlik (Boxen) Georges St-Pierre (MMA)                |
| 2009                                | Manny Pacquiao                      | Philippinisch                       | Boxen                               | Superfedergewicht / Leichtgewicht / Weltergewicht | Shane Mosley (Boxen) Lyoto Machida (MMA) Anderson Silva (MMA)                                       |
| 2010                                | Floyd Mayweather Jr.                | US-Amerikanisch                     | Boxen                               | Weltergewicht                                     | Manny Pacquiao (Boxen) Georges St-Pierre (MMA)                                                      |
| 2011                                | Manny Pacquiao                      | Philippinisch                       | Boxen                               | Weltergewicht                                     | Bernard Hopkins (Boxen) Jonathan D. Jones (MMA) Sergio Martínez (Boxen) Georges St-Pierre (MMA)     |
| 2012                                | Floyd Mayweather Jr.                | US-Amerikanisch                     | Boxen                               | Weltergewicht                                     | Andre Ward (Boxen) Jonathan D. Jones (MMA) Anderson Silva (MMA)                                     |
| 2013                                | Floyd Mayweather Jr.                | US-Amerikanisch                     | Boxen                               | Weltergewicht                                     | Anderson Silva (MMA) Danny Garcia (Boxen) Jonathan D. Jones (MMA) Saúl Álvarez (Boxen)              |
| 2014                                | Floyd Mayweather Jr.                | US-Amerikanisch                     | Boxen                               | Weltergewicht                                     | Manny Pacquiao (Boxen) Andre Ward (Boxen) Jonathan D. Jones (MMA) Ronda Rousey (MMA)                |
| 2015                                | Ronda Rousey                        | US-Amerikanisch                     | MMA                                 | Bantamgewicht                                     | Donald Cerrone (MMA) Floyd Mayweather Jr. (Boxen) Terence Crawford (Boxen) Gennadi Golowkin (Boxen) |
| 2016                                | Conor McGregor                      | Irisch                              | MMA                                 | Federgewicht                                      | Roman Gonzalez (Boxen) Robbie Lawler (MMA) Saúl Álvarez (Boxen) Gennadi Golowkin (Boxen)            |
| 2017                                | Demetrious Johnson                  | US-Amerikanisch                     | MMA                                 | Fliegengewicht                                    | Conor McGregor (MMA) Andre Ward (Boxen) Terence Crawford (Boxen) Gennadi Golowkin (Boxen)           |
| 2018                                | Terence Crawford                    | US-Amerikanisch                     | Boxen                               | Halbweltergewicht                                 | Wassyl Lomatschenko (Boxen) Rose Namajunas (MMA) Georges St-Pierre (MMA)                            |